# Isotria medeoloides
Isotria medeoloides là một loài thực vật có hoa trong họ Lan. Loài này được (Pursh) Raf. mô tả khoa học đầu tiên năm 1838.

## Hình ảnh

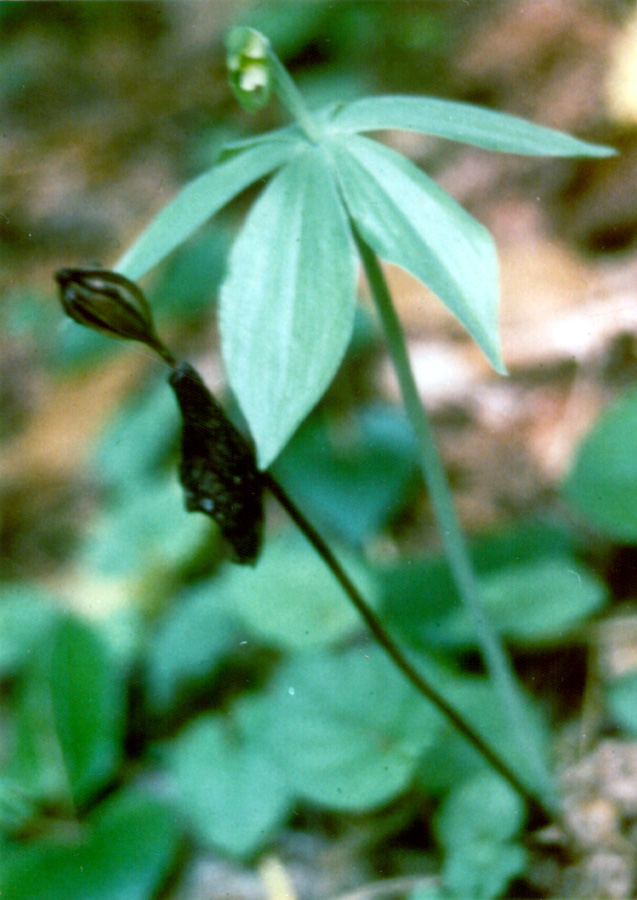
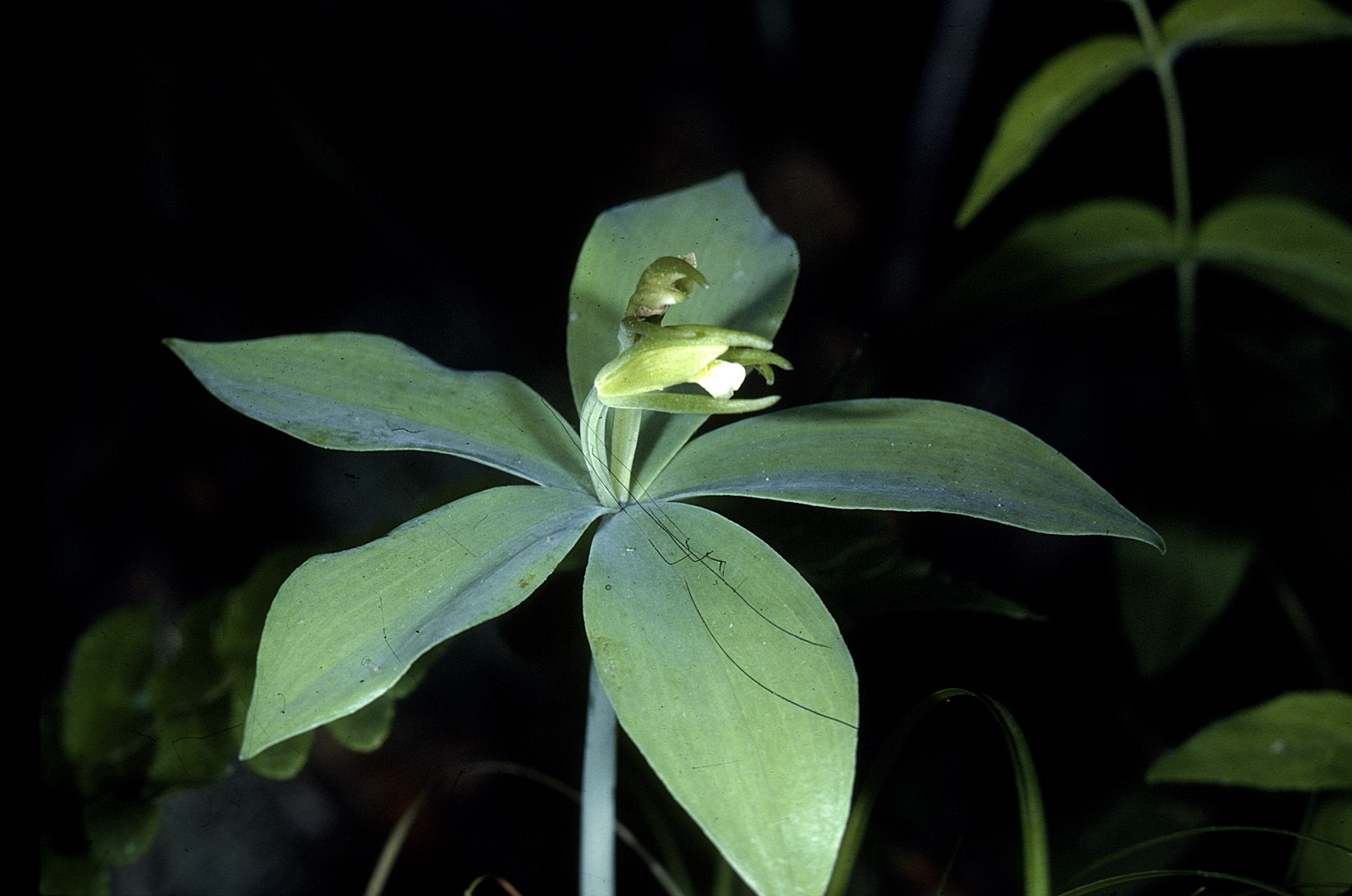
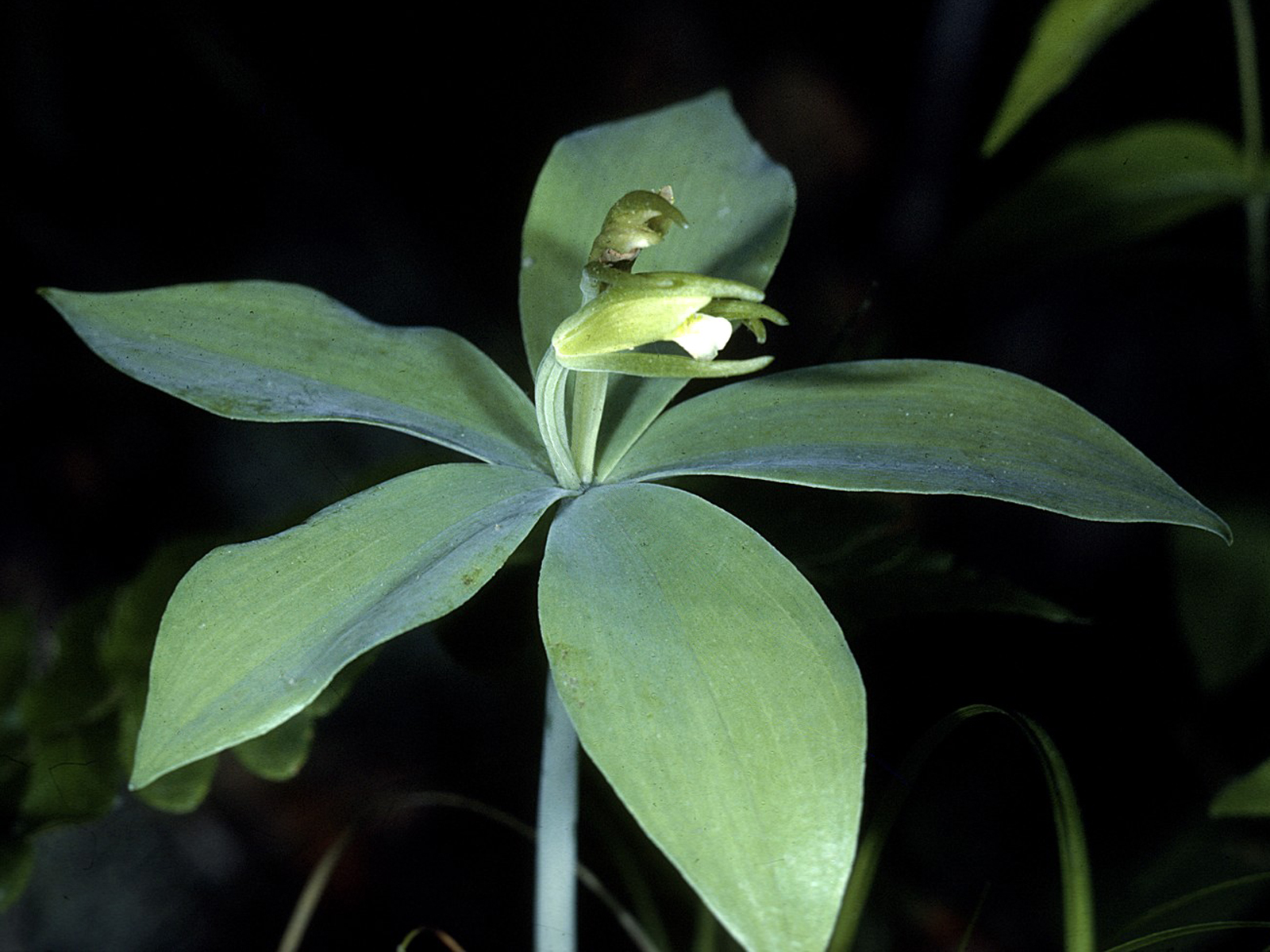
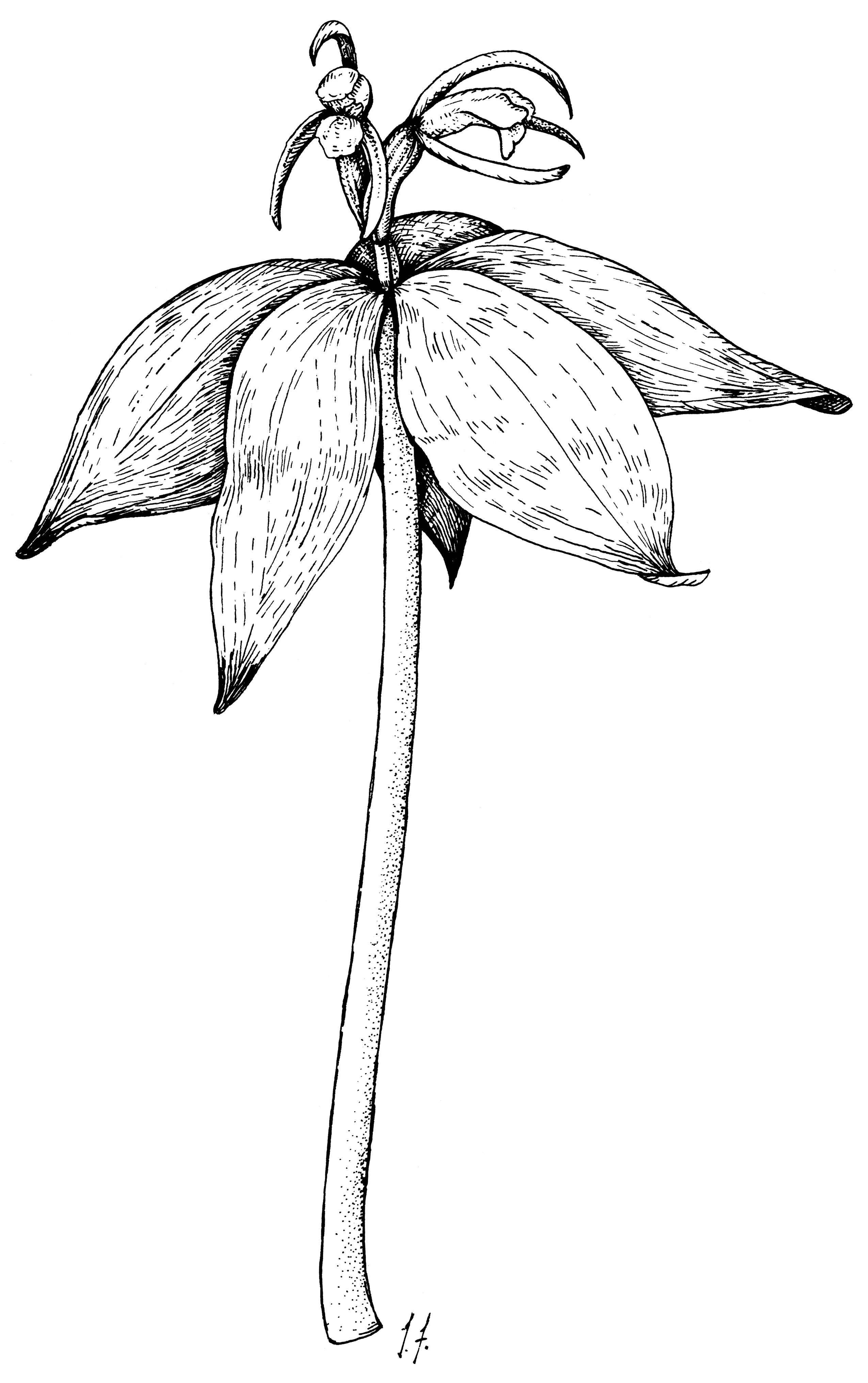